# 2025 WayV Concert Tour "NO Way OUT"
《2025 WayV Concert Tour "NO Way OUT"》은 중국의 음악 그룹 WayV의 두 번째 콘서트 투어이다.

## 개요
2025년 6월 9일, NCT 공식 SNS와 일본 공식 SNS를 통해 WayV의 두번째 아시아 투어의 국내 및 일본 투어의 일정을 상세 공개하였으며 뒤이어 18일에는 NCT 공식 SNS를 통해 국내, 일본 외 아시아 지역 내의 투어 상세 일정이 공개되었다. 이후 국내 콘서트 예매는 7일 뒤인 16일에 팬클럽 선행 예매기, 18일에는 일반 예매가 멜론티켓을 통해 진행되었다.

## 투어 일정
| 일정            | 도시     | 국가     | 장소                           | 관객 동원     |
| --------------- | -------- | -------- | ------------------------------ | ------------- |
| 2025년 8월 2일  | 서울     | 대한민국 | 올림픽 공원 올림픽 홀          | 통산 7,000명  |
| 2025년 8월 3일  | 서울     | 대한민국 | 올림픽 공원 올림픽 홀          | 통산 7,000명  |
| 2025년 8월 14일 | 선전     | 중국     | 선전 베이 스포츠 센터 콜리세움 | 10,000명      |
| 2025년 8월 17일 | 남경     | 중국     | 난징 유스 올림픽 체육 공원     | 10,000명      |
| 2025년 8월 23일 | 나고야시 | 일본     | 포트 멧세 나고야 제1전시관     | 통산 26,000명 |
| 2025년 8월 24일 | 나고야시 | 일본     | 포트 멧세 나고야 제1전시관     | 통산 26,000명 |
| 2025년 8월 30일 | 대판     | 일본     | 아슈 아레나                    | 통산 26,000명 |
| 2025년 8월 31일 | 대판     | 일본     | 아슈 아레나                    | 통산 26,000명 |
| 2025년 9월 4일  | 횡빈     | 일본     | 요코하마 아레나                | 14,000명      |
| 2025년 9월 13일 | 복강     | 일본     | 서일본종합전시장 신관          | 통산 16,000명 |
| 2025년 9월 14일 | 복강     | 일본     | 서일본종합전시장 신관          | 통산 16,000명 |

## 세트 리스트
- Concert Start -
- BAD ALIVE (EN)
- 无翼而飞 (Take Off)
- She A Wolf (KR)
- Try My Luck
- Bounce Back
- WOAH (燃点)

- VCR #1 -
- 真实谎言 (Say It)
- 梦尽 (All For Love)
- Filthy Rich

- Ment -
- Unbreakable (执迷)
- Diamond Only
- Ice Tea
- 月之迷 (Nectar)

- VCR #2 -
- Your Song (你的歌)
- Electric Hearts
- INVINCIBLE
- Good Time
- On My Youth (EN)

- VCR #3 -
- BIG BANDS (KR)

- Ment -
- Kick Back (KR)
- Turn Back Time (KR)
- FREQUENCY (KR)

- Encore -
- Moonlight (新月)
- Sad Eyes (泪眼)

- Ment -
- 梦想发射计划 (Dream Launch)

## 제작
- WayV (쿤, 텐, 샤오쥔, 헨드리, 양양)
- 기획 : SM 엔터테인먼트, 드림메이커